# Amaurobius vexans
Amaurobius vexans är en spindelart som beskrevs av Robin Ernest Leech 1972. Amaurobius vexans ingår i släktet Amaurobius och familjen mörkerspindlar. Inga underarter finns listade i Catalogue of Life.